# Villina

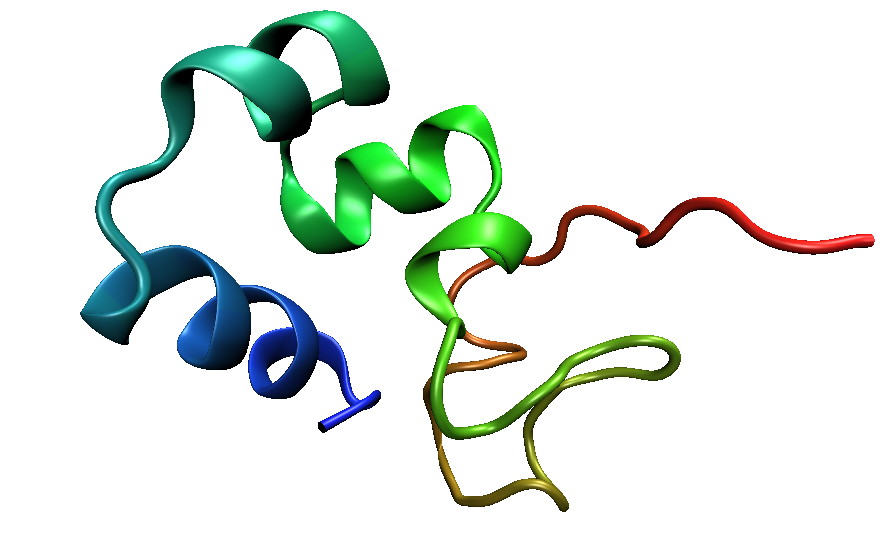
Estructura proteica de la proteína villina, que muestra tres hélices (azul, verde oscuro, verde brillante).

Villina o vilina es una proteína de unión a actina de 92,3 kDa. Como proteína, se trata de una estructura con múltiples dominios tipo gelsolina asociados a una pequeña zona C-terminal (en la imagen) consistente en una horquilla de alfa hélices estabilizadas mediante enlaces hidrofóbicos. Presente en células animales, no obstante existen proteínas semejantes expresadas de forma ubicua en la planta Arabidopsis thaliana.
En su estructura posee lugares de unión para fosfoinosítidos (PIP2). Además, puede sufrir modificaciones postraduccionales como la fosforilación de residuos tirosina. La villina puede dimerizar, empleando para este proceso una zona situada en su extremo amino terminal.

## Funciones
Tal como la gelsolina, la villina es un factor que permite que la célula adopte su configuración fluida. Esto lo hace fragmentando los microfilamentos de la corteza celular, en presencia de calcio, haciendo que la célula se vuelva maleable, propiedad necesaria para funciones como la exocitosis. La villina también actúa polimerizando los microfilamentos de actina en las microvellosidades celulares formando haces compactos de actina. Estos haces compactos, a su vez, mantienen la estructura de las microvellosidades.